# Acyphoderes fulgida
Acyphoderes fulgida är en skalbaggsart som beskrevs av Chemsak och Linsley 1979. Acyphoderes fulgida ingår i släktet Acyphoderes och familjen långhorningar.
Artens utbredningsområde är:
- Costa Rica.
- Nicaragua.

Inga underarter finns listade i Catalogue of Life.